# Licuala rumphii
Licuala rumphii är en enhjärtbladig växtart som beskrevs av Carl Ludwig von Blume. Licuala rumphii ingår i släktet Licuala och familjen Arecaceae.
Artens utbredningsområde är Moluckerna. Inga underarter finns listade i Catalogue of Life.